# Peter Deilmann
Peter Deilmann (* 11. Mai 1935 in Travemünde; † 2. November 2003 in London) war ein deutscher Reeder. Er war Gründer und langjähriger Leiter der Peter Deilmann Reederei.

## Leben
Peter Deilmann war Sohn eines Maschinenbauingenieurs und einer Lübecker Kauffrau. Schon als Kind interessierte er sich für Schiffe und begann zu segeln. Nach einer Lehre bei einer Reederei arbeitete er bei verschiedenen Unternehmen in Europa. Nach kurzer Arbeitslosigkeit in den 1960er Jahren nahm er Jobs als Hafenarbeiter an, bevor er wieder als Schifffahrtskaufmann eine Anstellung fand. 1968 gründete er in Lübeck sein eigenes Unternehmen: er befrachtete und charterte Schiffe. Erste eigene Schiffe waren Angelkutter, mit denen er Tagesausflüge für Angler anbot. Kurze Zeit später übernahm er zunächst in Teilen und später ganz die Eignerschaft an zwei kleinen Frachtschiffen. 1973 verlegte Deilmann den Sitz seiner Reederei von Lübeck nach Neustadt in Holstein, wo er im gleichen Jahr mit dem Betrieb einer Autofähre, dem von ihm georderten Neubau Nordlicht, nach Bornholm begann. Diese Fährverbindung wurde kein Erfolg, 1976 erfolgte die Einstellung; das Schiff wurde an die AG Ems verkauft und bediente dann die Route Emden-Borkum.
Im Frachtgeschäft erwirtschaftet Deilmann jedoch gute Gewinne. Mit diesem Geld kaufte er die ersten Passagierschiffe und bot sogenannte „Butterfahrten“ nach Dänemark an, die sich zunehmender Beliebtheit erfreuten. Die Nordbrise, ein umgebautes norwegisches Postschiff, markierte den Beginn des Kreuzfahrtgeschäftes auf der Ostsee. Dabei konnten erstmals auch Häfen von Ostblockstaaten angelaufen werden. Mit der Nordbrise fanden auch die ersten Kreuzfahrten nach Grönland statt. Weitere Schiffe wurden angekauft und zu kleinen Kreuzfahrtschiffen umgebaut.
Anfang der 1980er Jahre zog sich Deilmann vollständig aus dem Frachtgeschäft zurück und verkaufte nach und nach alle zehn Frachter. Auch die Küstenpersonenschifffahrt wurde aufgegeben. Deilmann sah die Zukunft im Bereich der Kreuzfahrten und erteilte 1979 der Howaldtswerke-Deutsche Werft AG (HDW) in Kiel den Auftrag für ein 60 Millionen DM teures Kreuzfahrtschiff für 330 Passagiere. Die Berlin wurde ab 1986 als „Traumschiff“ der gleichnamigen ZDF-Fernsehserie bekannt und machte Kreuzfahrten in Deutschland populär.
Peter Deilmann nahm 1984 das erste neugebaute Fluss-Kreuzfahrtschiff in Betrieb, die Donauprinzessin. Auch dieses Schiff wurde durch die gleichnamige ZDF-Serie bekannt. 1996 gab Deilmann wieder ein Schiff bei HDW in Auftrag: Die Deutschland sollte das modernste und luxuriöseste Kreuzfahrtschiff unter deutscher Flagge werden. Einen schweren Schicksalsschlag erlebte Peter Deilmann mit dem Absturz der von ihm gecharterten Concorde am 25. Juli 2000. 113 Menschen kamen bei dem Unglück ums Leben, die meisten davon Reisegäste auf dem Weg nach New York zu einer Karibikkreuzfahrt mit der Deutschland.
Nach Deilmanns Tod wurde die Reederei von seinen Töchtern Gisa und Hedda Deilmann übernommen. Über das Vermögen der Reederei wurde am 1. September 2009 das Insolvenzverfahren eröffnet.